# Acmana apicioides
Acmana apicioides är en fjärilsart som beskrevs av William Schaus 1916. Acmana apicioides ingår i släktet Acmana och familjen nattflyn. Inga underarter finns listade i Catalogue of Life.